# Романовский (Кемеровская область)
Романовский — посёлок в Топкинском районе Кемеровской области. Входит в состав Усть-Сосновского сельского поселения.

## География
Центральная часть населённого пункта расположена на высоте 174 метров над уровнем моря.

## Население
По данным Всероссийской переписи населения 2010 года, в посёлке Романовский проживает 118 человек (64 мужчины, 54 женщины).